# Coarb
Un coarb, du vieil irlandais comarbae (en irlandais : comharba et en latin : hērēs ), signifiant « héritier » ou « successeur », était un office distinctif de l'Église médiévale parmi les Gaëls d'Irlande et d'Écosse. Dans cette période, le coarb apparaît interchangeable avec "erenach", désignant le gardien laïc nommé épiscopalement d'une église paroissiale et chef de famille occupant héréditairement les terres de l'église. Le coarb, cependant, avait souvent la charge d'une église qui avait occupé un rang relativement élevé dans l'Irlande pré-normande, ou d'une église qui possédait encore des domaines relativement étendus.
Toujours selon cet article « ... des offices monastiques lucratifs tels que "coarb" (comarbae "héritier" d'un saint) ou "erenach" (airchinnech "supérieur"), autrement transmis par descendance naturelle ou népotique au sein de familles ecclésiastiques, qui étaient souvent les branches politiquement déplacées des dynasties royales ».

## Coarb de Saint Columba
Dans l'Irlande et l'Écosse médiévales, le titre de coarb de Saint Colomba (  gaélique comarba Coluim Chille) a identifié les abbés qui ont succédé à Colomba. Lorsque les moines ont fui vers leur monastère de Kells, à la suite des raids vikings du IXe siècle sur l'abbaye d'Iona, leur abbé a continué à détenir le titre de coarb pour refléter son héritage direct : bon nombre des premiers abbés étaient membres de la famille de Columba.
L'abbé de l'église collégiale (c'est-à-dire le monastère après Colomba ) détenteur des saints ordres et qui célébrait les offices (i.e servait la cure ) était responsable de la communauté monastique. Avec le temps, la présence d'un évêque et d'un abbé de Iona s'établit, jusqu'à la Réforme protestante et la dissolution des ordres religieux qui s'ensuivit.

## Sources
- (en) T.W. Moody, F.X. Martin, F.J. Byrne A New History of Ireland Oxford University Press réédition 2011  (ISBN 9780199593064) « Iona (I Coluim Cille) Comarbai Coluim Cille » p. 256-259.